# ラブソング。 (松室政哉の曲)
「ラブソング。」は、松室政哉のインディーズシングル。

## 解説
- インディーズシングル「オレンジ」から約1年7ヶ月ぶりのリリース。
- 規格品番は、XNAU-00018。
- ジャケットのアートワークは、SEVEN DIALSの金坂春佳が担当。

## 収録曲
CD
1. ラブソング。
  - 作詞・作曲・編曲：松室政哉
  - インディーズ6thデモアルバム収録「ラブソング。」が原曲となっており、シングルリリースするにあたって歌詞の変更を行った。
  - 2015年に行ったレコーディング合宿での音源を収録している。
  - 後にメジャーデビューEP「毎秒、君に恋してる」に収録された。
2. ラストナンバー
  - 作詞・作曲・編曲：松室政哉
3. Happy Prime Day ＜from Matsumuro Seiya LIVE 2015 -Trailer-＞
  - 作詞・作曲・編曲：松室政哉

## 演奏
- 松室政哉
  - Vocal
  - Chorus, Other Instruments (#1.2)
  - Acoustic Guitar (#1.3)
- 相川雄太
  - Drums, Percussion (#1)
- 坂本暁良
  - Drums (#3)
- 植松慎之介
  - Bass
  - Chorus (#3)
- TAIKING (Suchmos)
  - Electric Guitar (#1)
- 後藤秀人
  - Electric Guitar, Chorus (#3)
- 松浦はすみ (メロディーキッチン)
  - Piano (#1.3)
  - Chorus (#3)